# Adelphicos latifasciatus
Adelphicos latifasciatus (syn. Adelphicos latifasciatum) är en ormart som beskrevs av Lynch och Smith 1966. Adelphicos latifasciatus ingår i släktet Adelphicos och familjen snokar. IUCN kategoriserar arten globalt som otillräckligt studerad. Inga underarter finns listade i Catalogue of Life.
Arten förekommer i södra Mexiko i delstaten Oaxaca. honor lägger ägg.